# پایگاه هوایی راهه-پاتی‌یوکی
پایگاه هوایی راهه-پاتّی‌یوکی (به انگلیسی: Raahe-Pattijoki Airfield) (به زبان بومی: Raahe-Pattijoen lentokenttä) یک فرودگاه است که یک باند فرود آسفالت و شن دارد و طول باند آن ۱۰۰۰ متر است. این فرودگاه در کشور فنلاند قرار دارد و در ارتفاع ۳۶ متری از سطح دریا واقع شده است.